# Darnakochória
Les Darnakochória (grec moderne : Δαρνακοχώρια) sont un ensemble de villages situés dans le district régional de Serrès, dans la périphérie de Macédoine-Centrale, en Grèce. Constitué, aujourd'hui, des villages de Ágio Pnévma, Néo Soúli, Pentápoli, Chryssó et Emmanouíl Pappás, cet ensemble constitue une aire linguistique avec un dialecte propre à celui-ci.